# Topolovec, Koper
Topolovec este o localitate din comuna Koper, Slovenia, cu o populație de 44 de locuitori.